# ماريجوان
ماريجوان رمزها «MA» (بالإنجليزية: Marigaon)‏ ، هو تقسيم إداري لدولة الهند تتبع ولاية أسام (بالإنجليزية: Assam)‏ ، مركزها هو مدينة ماريجوان (بالإنجليزية: Marigaon)‏ عدد
سكانها حسب تعداد سنة 2001 هو 775,874 ، مساحتها 1,704 كم² وكثافة السكان 455 لكل كم² .